# Sorche (Verwaltungsbezirk)
Sorche (persisch شهرستان سرخه) ist ein Schahrestan in der Provinz Semnan im Iran. Er enthält die Stadt Sorche, welche die Hauptstadt des Verwaltungsbezirks ist. 

## Geschichte
Der Verwaltungsbezirk wurde 2012 aus Teilen von Semnan geschaffen.

## Demografie
Bei der Volkszählung 2016 betrug die Einwohnerzahl des Schahrestan 15.523. Die Alphabetisierung lag bei 87 Prozent der Bevölkerung. Knapp 64 Prozent der Bevölkerung lebten in urbanen Regionen.
| Zensusjahr | Einwohnerzahl |
| ---------- | ------------- |
| 2011       | 14.853        |
| 2016       | 15.523        |